# Szlak rowerowy R-66
Szlak rowerowy R-66, nebo celým polským názvem Międzynarodowy szlak rowerowy wokół Zalewu Szczecińskiego R-66, německy Stettiner Haff-Rundweg a česky lze neoficiálně přeložit jako Mezinárodní cyklistická trasa kolem Štětínského zálivu R-66, je mezinárodní okružní cyklistická trasa kolem Štětínského zálivu v Západopomořanském vojvodství v Polsku (okresy Svinoústí, okres Police, okres Kamień, okres Goleniów) a v Meklenbursko-Předním Pomořansku v Německu (Zemský okres Přední Pomořansko-Greifswald).

## Historie a popis
Szlak rowerowy R-66 má délku cca 310 km a byl postaven v roce 2006. Trasu lze projet např. ve směru Szczecin (Zamek Książąt Pomorskich) – Pilchowo – Tanowo – Police – Jasienica – Dębostrów – Trzebież – Brzózki – Karszno. Z Karszna se nabízí dvě alternativy, buď pokračovat ve směru Nowe Warpno a přívozem přes záliv Zatoka Nowowarpieńska do Německa do Altwarp a pak do Warsin, nebo pokračovat do Německa ve směru Rieth – Warsin. Z Warsin lze pokračovat ve směru Bellin – Ueckermünde – Mönkebude – Anklam – Relzow – Karnin – Usedom – Dargen – Garz – Korswandt – Ahlbeck – do polského Świnoujście, kde se využije přívoz, – Międzyzdroje – Wicko – Wapnica – Sułomino – Wolin – Recław – Zagórze – Czarnocin – Kopice – Gąsierzyno – Stepniczka – Stepnica – Krępsko – Modrzewie – Ininka (u města Goleniów) – Lubczyna – Czarna Łąka – Szczecin-Dąbie – Szczecin (Zamek Książąt Pomorskich). Stezka je zaměřena na krajinu, přírodu a památky ústí řeky Odry a ostrovů Usedom a Wolin. Na většině úseků vede po cyklostezkách, polních cestách a málo frekventovaných asfaltových silnicích. Pouze místy jsou úseky se zvýšeným provozem automobilů.

## Návaznost na další cyklostezky
Szlak rowerowy R-66 navazuje na četné cyklotrasy, např.:
- Oder-Neiße-Radweg (Cyklotrasa Odra-Nisa)
- Szlak Zielona Odra
- aj.

## Galerie

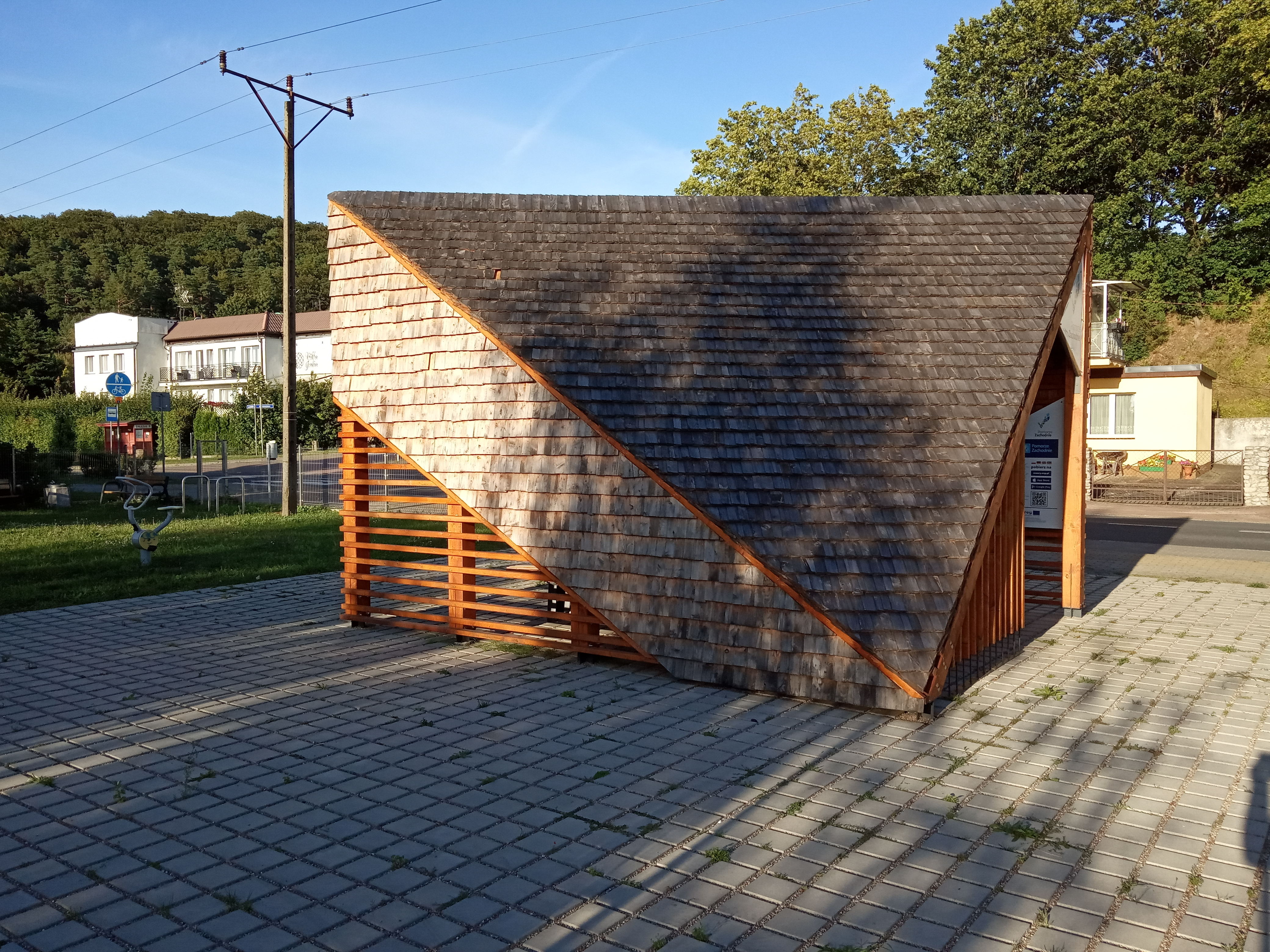
Turistický přístřešek u stezky